# 坂本鐵司
坂本 鐵司（さかもと てつじ、1945年 - ）神奈川県茅ケ崎市在住。日本の工業デザイナー。ユニバーサルデザイン研究者。静岡文化芸術大学デザイン学部教授生産造形学科学科長。司ユニバーサルデザイン研究所所長。

## 概要
神奈川県茅ケ崎市在住、静岡県浜松市出身。千葉大学工学部工業意匠学科卒業。国内外のザインコンペで多くの受賞歴、日本を代表するユニバーサルデザイン、福祉用具、および住宅設備機器,のデザイナー。
1970（昭和45年）東陶機器（現・TOTO）（株）デザイン部入社。1973（昭和48年）よりバリアフリー衛生設備器具の研究・開発活動に着手。 『身障者・高齢者配慮水まわり設計プランニング集』、器具の開発、及び公的なプロジェクトに参加。デザイン部部長、生活研究部部長兼シルバー研究室室長、レブリス事業推進センターを経て、2001年退社。神奈川県茅ヶ崎市に司ユニバーサルデザイン研究所を設立、所長に就任。現在、静岡文化芸術大学デザイン学部教授（前生産造形学科長(～2009年)）を勤めながら、ホームヘルパーとしても毎週、介護にあたっている。進行中の活動としては自助具に主眼をおいたプロジェクト（JDP）などがある。

## ユニバーサルデザイン(UD)と商品開発
坂本は1970年東陶機器へ入社、デザイン部に所属。その約2年後に、身体障害者や高齢者用衛生設備機器の研究・開発を開始。デザイン業務と並行し身体障害者用機器の研究・開発に従事。当時、バリアフリーという言葉もなく当然その発展型であるUDも存在しない時代。そういう中で身体障害者用の機器の開発を手掛けた。その実績として 障害者向け開発から劇的に一般普及に成功した典型である温水洗浄便座（TOTO ウォシュレット)、トイレや浴室で使用するただの手すりをインテリアの一部とする「インテリアバー（Interior Bar）」、浴槽や便器等の一体型システムとなる「ユニットバス」などの開発がある。
近年、このインテリアバーも街作りにおいて公共施設及び住宅作りといった際には欠かす事の出来ない存在となっている。また、その他それに付随するシステムキッチン、洗面台、照明付傾斜鏡、車子対応便器といったものの研究、開発にも従事。
今では必要不可欠となった上記商品群の一般家庭における普及と共にバリアフリーを含むユニバーサルデザイン(UD)等の社会認知に幅広く貢献している。

## 著書
- 『福祉用具の明日を拓く』ダイア高齢社会研究財団
- 『超高齢社会の福祉工学』共著　中央出版社
- 『新建築住宅特集』新建築社

## 連載
- 『ノーマライゼーションの地平』1997～1999
- 『TOTO「楽＆楽計画どっとこむ」』WEBセミナー　～2009/03月